# Malin Holmström-Ingers
Hedvig Amalia (Malin) Christina Holmström-Ingers, född 13 september 1872 på Hvilan, Åkarp, Malmöhus län, död 3 februari 1938 i Lunds domkyrkoförsamling, var en svensk folkhögskolelärare. Hon var dotter till Leonard Holmström och Hedvig Nordström, gift med Enoch Ingers och mor till Ingemar och Gertrud Ingers. Hon var syster till Tora Vega Holmström och Carl Torsten Holmström. 
Holmström studerade i hemmet, vid Askovs folkhögskola i Danmark, bedrev musikstudier i Lund och vid Dresdens konservatorium 1890–1891, avlade skolkökslärarinnexamen i Göteborg 1896, var lärarinna vid Lunnevads folkhögskola 1895–1896, vid Hvilans folkhögskola från 1897, husmor där från 1908. Hon bedrev föreläsningsverksamhet, var ledamot av styrelsen för Lunds småskoleseminarium, Malmöhus läns hushållningssällskaps småbruksundervisningsstyrelse, Fredrika Bremerförbundets Lundakrets, Svenska folkhögskolelärareföreningen och ordförande i Röda Korset-kretsen Hvilan. 
Makarna Ingers är begravda på Tottarps kyrkogård.

## Verklista
Lista över kompositioner av Malin Holmström-Ingers.

### Sång och piano
- Fem sånger. Text av Anders Österling. Utgiven 1916 av C. W. K. Gleerup, Lund.[13]

1. Slätten "Var tid som kommer"
2. Återkomst "Så kom den stillhet åter"
3. Och tröskorna tego
4. Visa "Ack alltid lära åren"
5. Under tröstlösa dagar

- Junfru Maria "Hon kommer utför ängarna vid Sjugare by". Text av Erik Axel Karlfeldt. Utgiven 1918 i Uppsala.[14]

- Den svenska sången för skola och hem. Utgiven 1917 av Gleerup, Lund.[15]

- Sånger ur Frithjofs saga. Utgiven 1917 av Gleerup, Lund.[16]

1. Fritjof och Ingeborg
2. Kung Bele och Torsten Vikingsson